# 相川奏多
相川 奏多（あいかわ かなた、2004年10月20日 - ）は、日本の女性声優。兵庫県出身。ミュージックレイン所属。

## 略歴

### オーディションを受けるまでの経緯
相川は当初、家族の意向で医学部進学を目指していた 。しかし、両親から1年間という猶予期間を与えられ、その間に芸能の道に挑戦することを決意 。この期間中に両親からミュージックレインのオーディションを勧められ応募した 。書類審査を通過し、2次、3次審査へ進む 。

### 声優を志したきっかけ・オーディション
幼少期から歌うことに興味があり、小学時代に「いつか歌を歌う職業に就きたい」と思っていたものの、小学5・6年生の時にアニメが好きになって声優の存在を知るようになった。また、自身が観ていた好きな作品では、メインキャストがエンディングテーマまで歌っていたことから、「声優さんは歌を歌うこともできるんだ！」と知り、声優業に興味を持つようになった。また、観ていたアニメとしてエンディングテーマも担当していた雨宮天が出演していた『七つの大罪』を挙げている。
中学時代にはバスケットボールが上手である父の影響から自身もバスケットボールをやっており、その影響から『黒子のバスケ』が好きになり、当初はバスケットボール部に入ろうとしていたものの、最終的に他の部活に入ることになり、英語を用いた演劇の部活に入った。幼少期から英語を習っていたことから興味もあり、その部は花形であったことと、声優が学生時代に演劇をしていたという話も聞いていたことから、基礎を学べたらいいと思って入ったという。
親がミュージックレインのオーディションを教えてくれたことを機に、チャレンジの時期であったことから、そのオーディションに応募。その後、書類審査が通ったことから2次審査に進んだ。その後、3次審査にも合格して最終審査の合宿があった。

### デビュー以降の活動
2021年に放送の『ワンダーエッグ・プライオリティ』の主人公・大戸アイ役で初主演。
2022年、第16回声優アワードにて新人女優賞を受賞。
2025年5月5日、ミュージックレイン3期生の橘美來、宮沢小春、夏目ここな、日向もかと共に、声優ユニット「DayRe:」としてデビューすることが発表された。

### 将来の展望
歌って踊れる声優を目指している 。感情を大きく出す役が苦手なため、狂気的な役や変わった役に挑戦し、振り切る勇気を手に入れたいと語る 。ロックやシンセサイザーのような激しい曲調にも挑戦したい意向で、CDデビューも夢見ている 。Little Glee Monsterから複数人で歌うことの魅力を知り、ハーモニーを奏でる機会にも期待している 。自身が声優に新たな道を示されたように、いつか「すごい！」と思ってもらえる存在になりたいと語った 。

## 人物

### 人物評
- 同期メンバーからは「しっかり最年少担当」と評され、最年少でありながらも的確な判断力を持ち、メンバーの意見がまとまらない際には適切にまとめ役を務める。一方で、年相応の可愛らしい一面も持ち合わせており、特に食事、とりわけ白米を好む姿が印象的とされる[8]。
- 性格面では「ツンデレ担当」「ネコみたい」とも形容され、初対面では掴みにくい印象を与えるものの、一度懐くと愛らしい一面を見せるという特徴がある。年下であるにも関わらず、同期メンバーに対してはため口で話し、積極的に意見を述べるタイプであるが、これは他のメンバーが年齢差を感じさせない対応をしていることによるものである[8]。

### 趣味・特技
趣味として、歌うことや読書を挙げている。特にミステリーが好きで、伊坂幸太郎や東野圭吾の小説を読んでいるという。ちなみに最初に読んだ本は西村京太郎の『夜の狙撃』であるという。
特技は、どこでも寝られることであり、立ったままでも寝られることであるという。その他、縄跳びを挙げている。

## 出演
太字はメインキャラクター。

### テレビアニメ
2021年
- IDOLY PRIDE（成宮すず）
- ワンダーエッグ・プライオリティ（大戸アイ、もう一人のアイ）

2023年
- 青のオーケストラ（幼稚園児）
- もしメタ〜もし女子高生がメタバースで巫女になったら〜 (かなた）
- ワールドダイスター（舞台監督）

2024年
- 喧嘩独学（お天気キャスター）
- ワンルーム、日当たり普通、天使つき。（妹キャラ）

2025年
- 全修。（子供たち）

### Webアニメ
- くろりんごときいろいそら(声ありver.)（2022年、生徒B[15][16]）
- ドラゴン娘になりたくないっ!（2025年、庵野水晶[17]）

### ゲーム
- IDOLY PRIDE（2021年、成宮すず[18]）
- 乖離性百萬亞瑟王：環（2025年、 彌莉雅 ）

### インターネット番組
- DayRe:のRe:Re:Re:Re:Re:カーニバル（2021年 - 、ニコニコ生放送・YouTube）[19]

### ナレーション
- 日本財団（YouTube）
  - 【強みを活かす】発達障害者の就労を支援するスタッフに1日密着してみた（2022年）[20]
  - 【発達障害の夫婦①】デザイナーの妻に1日密着してみた | アスペルガー症候群 （2022年）[20]

### PV
※はインターネット配信
- 直木賞作家×YOASOBI『はじめての』プロジェクトPV（2022年3月27日-, YouTube※）[21]

### 舞台
- LAWSON presents 朗読歌劇アルマギア 〜First Live 2023〜（2023年7月9日、立川ステージガーデン） - バジス 役[22]

### デジタルコミック
- 三途の川アウトレットパーク（2024年、少女A[23]）
- 近づいて、スピカ（2025年、女子高校生[24]）

### その他コンテンツ
- 朗読付き電子書籍レーベル YOMIBITO
  - 『はてしなき世界』（小川未明）（2022年）[25]
  - 『野ばら』（小川未明）（2022年）[26]
- 愛天使世紀ウェディングアップル（2025年、霧乃あやめ[27]）

## ディスコグラフィ

### キャラクターソング
| 発売日         | 商品名                                                  | 歌 | 楽曲                                                | 備考                                                             |
| -------------- | ------------------------------------------------------- | --- | --------------------------------------------------- | ---------------------------------------------------------------- |
| 2020年5月10日  | Shine Purity〜輝きの純度〜                              | 星見プロダクション                                                                                       | 「Shine Purity〜輝きの純度〜」                      | 『IDOLY PRIDE』関連曲                                            |
| 2021年2月10日  | IDOLY PRIDE                                             | 星見プロダクション                                                                                       | 「IDOLY PRIDE」                                     | テレビアニメ『IDOLY PRIDE』オープニングテーマ                    |
| 2021年2月10日  | IDOLY PRIDE                                             | 星見プロダクション                                                                                       | 「The Sun, Moon and Stars」                         | テレビアニメ『IDOLY PRIDE』エンディングテーマ                    |
| 2021年2月10日  | IDOLY PRIDE                                             | 星見プロダクション                                                                                       | 「サヨナラから始まる物語」                          | 『IDOLY PRIDE』関連曲                                            |
| 2021年3月10日  | 巣立ちの歌/Life is サイダー                             | アネモネリア                                                                                             | 「巣立ちの歌」                                      | テレビアニメ『ワンダーエッグ・プライオリティ』オープニングテーマ |
| 2021年3月10日  | 巣立ちの歌/Life is サイダー                             | アネモネリア                                                                                             | 「Life is サイダー」                                | テレビアニメ『ワンダーエッグ・プライオリティ』エンディングテーマ |
| 2021年3月10日  | 巣立ちの歌/Life is サイダー                             | アネモネリア                                                                                             | 「anemos」                                          | テレビアニメ『ワンダーエッグ・プライオリティ』関連曲             |
| 2021年3月10日  | 巣立ちの歌/Life is サイダー                             | 大戸アイ（相川奏多）                                                                                     | 「巣立ちの歌」                                      | テレビアニメ『ワンダーエッグ・プライオリティ』関連曲             |
| 2021年3月17日  | Daytime Moon                                            | 月のテンペスト                                                                                           | 「Daytime Moon」 「月下儚美」                       | 『IDOLY PRIDE』関連曲                                            |
| 2021年10月27日 | IDOLY PRIDE Collection Album [奇跡]                     | 星見プロダクション                                                                                       | 「Fight oh! MIRAI oh!」                             | 『IDOLY PRIDE』関連曲                                            |
| 2021年10月27日 | IDOLY PRIDE Collection Album [奇跡]                     | 月のテンペスト                                                                                           | 「恋と花火」                                        | 『IDOLY PRIDE』関連曲                                            |
| 2021年12月22日 | IDOLY PRIDE Collection Album [約束]                     | 月のテンペスト                                                                                           | 「The One and Only」                                | 『IDOLY PRIDE』関連曲                                            |
| 2021年12月22日 | IDOLY PRIDE Collection Album [約束]                     | 星見プロダクション                                                                                       | 「Pray for you」                                    | 『IDOLY PRIDE』関連曲                                            |
| 2023年2月1日   | IDOLY PRIDE Collection Album [未来]                     | 月のテンペスト                                                                                           | 「クリスマスには君と」 「裏と表」                   | 『IDOLY PRIDE』関連曲                                            |
| 2023年2月1日   | IDOLY PRIDE Collection Album [未来]                     | ぱじゃパ！                                                                                               | 「パジャマパーティー」                              | 『IDOLY PRIDE』関連曲                                            |
| 2023年2月1日   | IDOLY PRIDE Collection Album [未来]                     | 早坂芽衣（日向もか）、成宮すず（相川奏多）                                                               | 「shiny shiny」                                     | 『IDOLY PRIDE』関連曲                                            |
| 2023年5月24日  | Gemstones                                               | 星見プロダクション                                                                                       | 「Gemstones」                                       | 『IDOLY PRIDE』関連曲                                            |
| 2023年12月6日  | Question                                                | 月のテンペスト                                                                                           | 「Question」 「全力！絶対！！カウントダウン！！！」 | 『IDOLY PRIDE』関連曲                                            |
| 2024年3月20日  | IDOLY PRIDE Collection Album [chronicle]                | 星見プロダクション                                                                                       | 「MELODIES」                                        | 『IDOLY PRIDE』関連曲                                            |
| 2024年3月20日  | IDOLY PRIDE Collection Album [chronicle]                | 月のテンペスト                                                                                           | 「最愛よ君に届け」                                  | 『IDOLY PRIDE』関連曲                                            |
| 2024年7月10日  | 月ノヒカリ                                              | 月のテンペスト                                                                                           | 「月ノヒカリ」 「MELODIES（月のテンペストver.）」   | 『IDOLY PRIDE』関連曲                                            |
| 2024年12月25日 | Daydream café                                           | 成宮すず（相川奏多）、兵藤雫（首藤志奈）、赤崎こころ（豊崎愛生）、ココア（佐倉綾音）、チノ（水瀬いのり） | 「Daydream café」                                   | 『IDOLY PRIDE』関連曲                                            |
| 2025年3月19日  | IDOLY PRIDE Collection Album [Resonance]                | 長瀬琴乃（橘美來）、成宮すず（相川奏多）                                                                 | 「Moonlights」                                      | 『IDOLY PRIDE』関連曲                                            |
| 2025年3月19日  | IDOLY PRIDE Collection Album [Resonance]                | 星見プロダクション                                                                                       | 「パラダイス！」 「星色のカレイドスコープ」         | 『IDOLY PRIDE』関連曲                                            |
| 2025年3月19日  | IDOLY PRIDE Collection Album [Resonance]                | 成宮すず（相川奏多）                                                                                     | 「星屑カンパネラ」                                  | 『IDOLY PRIDE』関連曲                                            |
| 2025年3月19日  | IDOLY PRIDE Collection Album [Resonance] 初回生産限定盤 | 成宮すず（相川奏多）                                                                                     | 「星色のカレイドスコープ」                          | 『IDOLY PRIDE』関連曲                                            |
| 2025年5月30日  | Girls in wonderland                                     | 成宮すず（相川奏多）、兵藤雫（首藤志奈）、鈴村優（麻倉もも）、長瀬琴乃（橘美來）、川咲さくら（菅野真衣） | 「Girls in wonderland」                             | 『IDOLY PRIDE』関連曲                                            |
| 2025年7月9日   | ありがとう to You                                       | 星見オールスターズ                                                                                       | 「ありがとう to You」                               | 『IDOLY PRIDE』関連曲                                            |

### その他参加作品
| 発売日         | 商品名                                                       | 歌                                               | 楽曲                                          | 備考 |
| -------------- | ------------------------------------------------------------ | ------------------------------------------------ | --------------------------------------------- | ---- |
| 2024年4月28日  | 〜まだ見ぬ青を探して〜時々カルテット                         | 相川奏多、橘美來、夏目ここな、日向もか、宮沢小春 | 「青いリフレイン」 「名もなき青のハルモニア」 |      |
| 2024年12月15日 | カバーズ - Innocent 5 Flowers -                              | 相川奏多、橘美來、夏目ここな、日向もか、宮沢小春 | 「ホントだよ」 「MOON SIGNAL」                |      |
| 2024年12月15日 | カバーズ - Innocent 5 Flowers -                              | 相川奏多                                         | 「アイのシナリオ」                            |      |
| 2025年3月19日  | ハニワ曲歌ってみた 〜10th Anniversary 声優コラボレーション〜 | 相川奏多                                         | 「同担☆拒否」                                 |      |

## ライブ・イベント

### 合同ライブ
| 出演日                         | タイトル                                                  | 会場                                                 | 備考   |
| ------------------------------ | --------------------------------------------------------- | ---------------------------------------------------- | ------ |
| 2022年8月6日・7日 （開催中止） | LAWSON premium event ミュージックレインフェスティバル2022 | 武蔵野の森総合スポーツプラザメインアリーナ（東京都） | [ 28 ] |